# برج فيستا
برج فيستا هي ناطحة سحاب قيد الإنشاء في شيكاغو،إلينوي. بدأ بناء البرج في أغسطس 2016 ومن المتوقع الانتهاء منه في 2020. عند اكنماله سيصبح ثالث أعلى برج في شيكاغو بارتفاع 365 متر.